# CMI Corporación Multi Inversiones
CMI, Corporación Multi Inversiones es un conglomerado empresarial privado de origen guatemalteco, con operaciones en América Latina y Estados Unidos. Fundado en la década de 1920 por Juan Bautista Gutiérrez, CMI se ha expandido desde sus inicios como empresa familiar hasta convertirse en un grupo con presencia en sectores como alimentos, energía, bienes raíces y servicios financieros.

## Historia
Los orígenes de CMI se remontan a una pequeña tienda en San Cristóbal Totonicapán, en Guatemala. En 1936, se fundó el Molino Excélsior en Quetzaltenango, marcando el ingreso de la empresa en la industria molinera. Durante las décadas siguientes, diversificó sus operaciones, incorporando actividades en los sectores avícola, alimentario e inmobiliario.
En 1964 se estableció la Granja Avícola Villalobos, y en 1971 se inauguró el primer restaurante Pollo Campero. A partir de ese momento, CMI amplió su presencia regional. En 1985 se formalizó su actividad de ayuda social mediante la creación de la Fundación Juan Bautista Gutiérrez. A finales del siglo XX, la corporación consolidó unidades especializadas en energía renovable y servicios financieros.

## Estructura y operación
CMI organiza sus actividades en dos agrupaciones de negocio principales: CMI Alimentos y CMI Capital.
CMI Alimentos abarca actividades en la producción de harina de trigo y maíz, pastas, galletas, alimentos procesados, productos cárnicos, alimentos hispanos refrigerados, alimentos balanceados para animales y mascotas, así como la gestión de cadenas de restaurantes con presencia internacional.
CMI Capital administra operaciones en energía renovable, desarrollo inmobiliario y servicios financieros. La unidad energética incluye proyectos de generación hidroeléctrica, eólica y solar. La unidad inmobiliaria participa en el desarrollo de centros comerciales, viviendas y oficinas. En el ámbito financiero, CMI provee servicios de financiamiento, seguros y gestión de inversiones para sus unidades y terceros.
La corporación emplea a más de 54,000 personas y opera en 15 países, especialmente en América y Estados Unidos.

## Unidades de negocio destacadas
- B4B: dedicada a la producción de harina de trigo y maíz, así como alimentos para animales.
- Soluciones Cárnicas: participa en la industria avícola y porcina en varios países de Centroamérica.
- B4C: productos de consumo como pastas, galletas y salsas.
- Restaurantes y Retail: maneja marcas como Pollo Campero, Pollo Granjero y Don Pollo, con expansión internacional bajo la unidad Campero USA. [9]
- Energía: gestiona plataforma de generación renovable en la región.
- Desarrollo inmobiliario: impulsa proyectos comerciales, corporativos y habitacionales.
- Finanzas: presta servicios financieros internos y externos.

## Hitos corporativos
- 2002: inicio del modelo de franquicias de Pollo Campero en Estados Unidos.[10]
- 2004: lanzamiento de la unidad de energía.[11]
- 2006–2013: expansión de operaciones en telecomunicaciones y adquisición de molinos en México y Nicaragua.
- 2016: compra de una plataforma regional de energías renovables.
- 2017–2019: inversiones en Ecuador y Panamá en el sector de proteínas animales y desarrollo de centros comerciales en Guatemala.
- 2021: emisión de bonos verdes por USD 700 millones.[12]
- 2022–2023: anuncio de inversiones en infraestructura regional por USD 1,800 millones y expansión de Pollo Campero en Estados Unidos.[13]
- 2024: CMI adquiere una participación mayoritaria accionaria de Del Real Foods en Estados Unidos.[14]
- 2025: se ingresa al sector de corporate venture capital con CMI Ventures.[15]

## Iniciativas sociales y sostenibles
CMI articula su compromiso con la sostenibilidad a través de programas enfocados en educación, emprendimiento, desarrollo comunitario y medio ambiente. Entre sus iniciativas destacan:
- CMI Emprende: fomenta el autoempleo mediante capacitación y apoyo a nuevos negocios.[16]
- CMI Educa: promueve oportunidades educativas mediante becas y alianzas con instituciones académicas.[17]
- CMI Junto a Ti: desarrolla proyectos comunitarios en salud, infraestructura básica y acceso a servicios esenciales.[18]
- CMI Cuida el Medio Ambiente: implementa prácticas orientadas a la sostenibilidad en las comunidades donde opera.[19]
- Fundación Juan Bautista Gutiérrez: creada en 1985, canaliza los esfuerzos filantrópicos del grupo empresarial en los ámbitos de salud y educación, enfocándose en poblaciones vulnerables, incluyendo la niñez con desnutrición y jóvenes de bajos ingresos.[20]